# Frankenhain (Schlieben)
Frankenhain è una frazione della città tedesca di Schlieben.

## Amministrazione
La frazione di Frankenhain è rappresentata da un sindaco di frazione (Ortsvorsteher).